# Waldbahn Bell Hill
Die Bell Hill mill tramway war eine Waldbahn bei Bell Hill in der Region Moana im Grey District an der Westküste von Neuseeland. Die Waldbahn mit einer Spurweite von 3 Fuß 6 Zoll (1067 mm) war in den 1910er Jahren in Betrieb.

## Lokomotiven
- Die Johnson-Lokomotive wurde 1906 in Invercargill gebaut.[1]

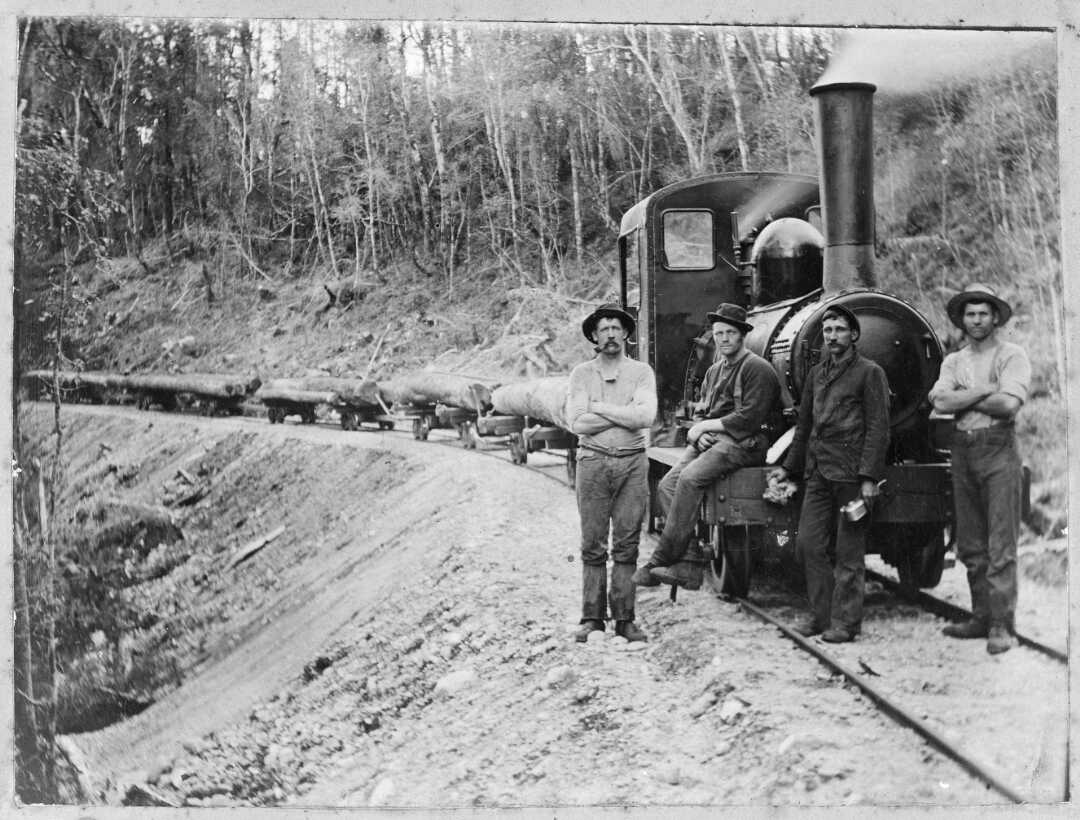
Johnson-Lokomotive
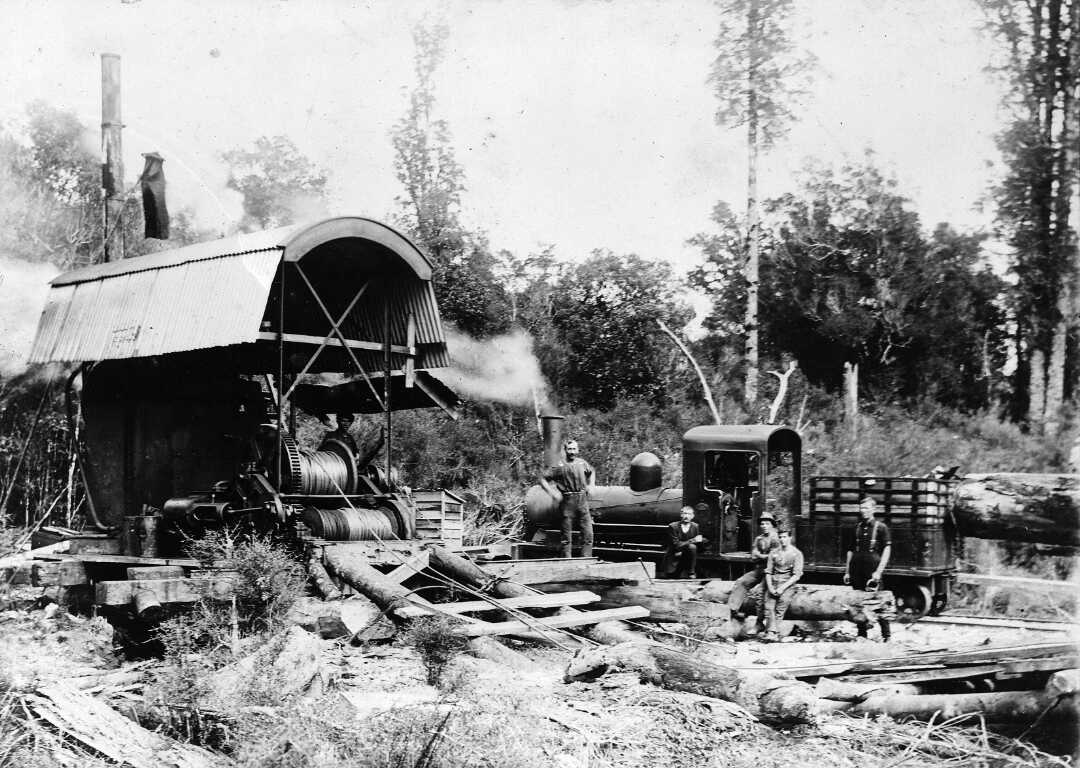
Nybergs Dampfseilwinde, Lokomotive und Waldarbeiter
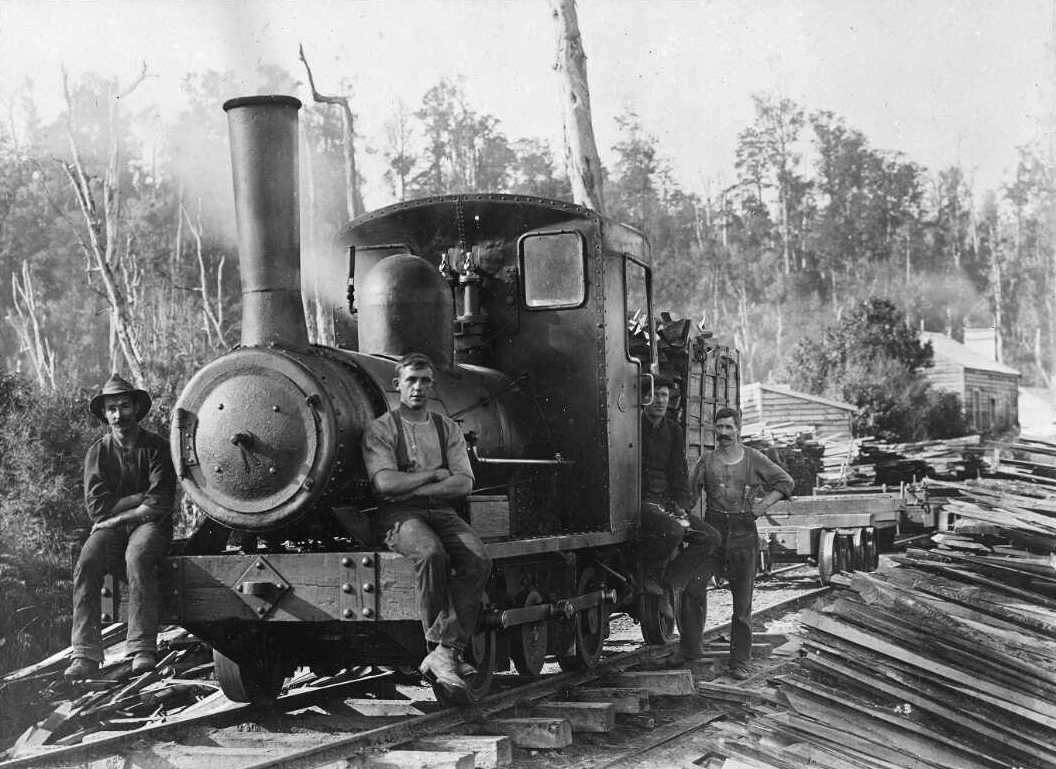
Waldarbeiter auf einer 0-6-0 Johnson-Lok, Bell Hill mill, um 1910
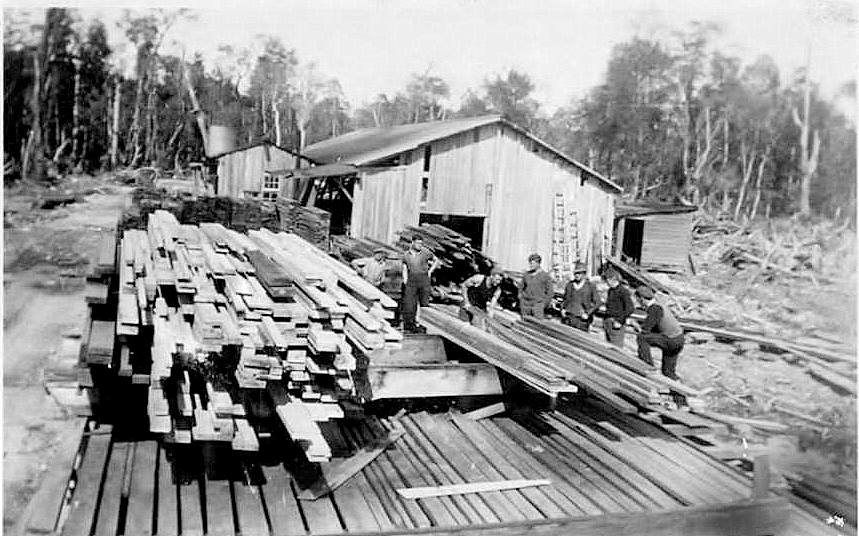
Ein Sägewerk bei Bell Hill, vermutlich Jack Bros’ Sawmill
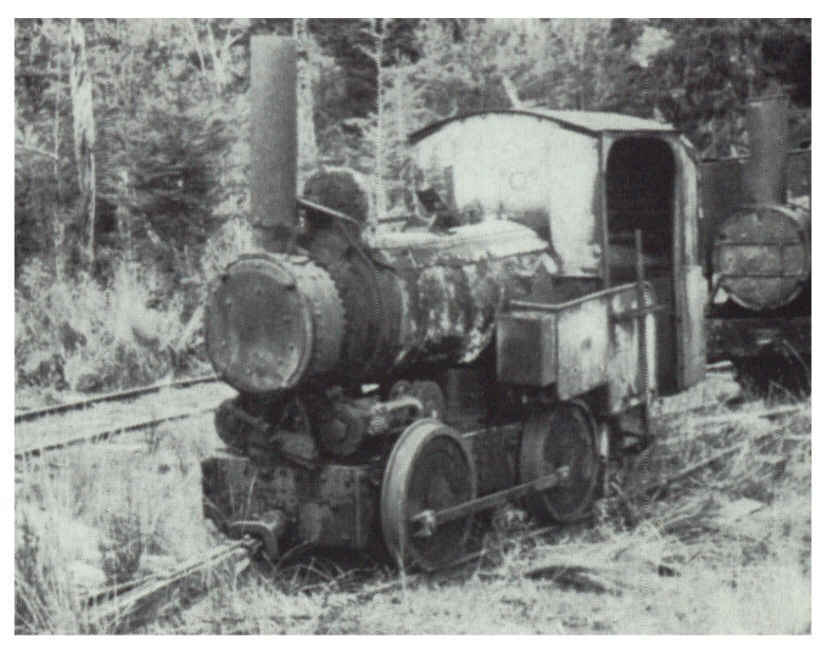
Stillgelegte 0-4-0T Gibbons & Harris Lok Nr. 3 bei Bell Hill

## Weiterführende Literature
- Daniel Reese: Was It All Cricket? George Allen and Unwin Ltd, 1948, London.
- John Orchard: A Short History of Sawmilling in the Nydia Bay Area. In: Journal of the Nelson and Marlborough Historical Societies, Band 2, Ausgabe 1, 1987